# 19 ztracených písní Wabiho Ryvoly
19 ztracených písní Wabiho Ryvoly je 16. studiové album brněnské skupiny Kamelot a Romana Horkého. Album obsahuje devatenáct skladeb písničkáře Wabiho Ryvoly v úpravě Kamelotu. Jako hosté byli přizváni zpěvačka Blanka Šrůmová a bývalý ministr dopravy a středočeský hejtman Petr Bendl. Desku vydala společnost EMI v roce 2010.
Časopis Folk uvedl, že název je nepravdivý, protože z daných písní se ztratily tři, maximálně čtyři, zbylé jsou známé a byly nahrány v mnoha podobách různými interprety. Roman Horký tvrdí že kytarové party byly zahrány na originální Ryvolovu gibsonku. To, že se jedná o jeho kytaru není ničím, kromě jeho slov, potvrzeno.[zdroj?]
| „             | K Wabimu Ryvolovi mám nesmírně blízko, protože jsme spolu hrávali … Všude se hrávaly jeho písničky. Propadl jsem mu ve svých třinácti letech, hrál tenkrát s Hoboes. V podstatě by se dalo říct, že kapela Kamelot přijala své stavební kameny od nich. Já měl ovšem v posledních letech pocit, že se na Wabiho Ryvolu trochu zapomíná. Proto ta deska vznikla. | “ |
| — Roman Horký | |   |

## Obsazení
Autorem všech textů a hudby je Wabi Ryvola.
Složení skupiny
- Roman Horký – sólový zpěv, kytary
- Viktor Porkristl – zpěv

Hosté
- Blanka Šrůmová – zpěv
- Petr Surý – kontrabas
- Petr Bendl – zpěv

## Skladby
1. Smutná neděle
2. Vracím se, vracím
3. Chudák holka
4. Song o prchavosti voňavek
5. Song nočního nábřeží
6. Hic Sunt Leones
7. Karolino, good bye
8. Bejt starej chlap
9. Odcházet za svítání
10. Velikonoce lampáře Tonyho
11. Čekání
12. Poslední víkend
13. Poselství
14. Proklatá fordka
15. Padá láska
16. Končí víkend
17. Vobyčejný pondělí
18. Čas divnejch písní
19. Jsem nejkrásnější